# Eve Mavrakis
Eve Mavrakis (ur. 22 czerwca 1966 w Dordogne) – francuska scenografka filmowa, pochodzenia grecko-żydowskiego. 

## Życiorys
Urodziła się w departamencie Dordogne. W lipcu 1995 roku wyszła za mąż za Ewana McGregora. Mają cztery córki: Clarę Mathilde (ur. w 1996), Esther Rose (ur. w 2001), adoptowaną w kwietniu 2006 dziewczynkę z Mongolii (Jamyan) (Ewan zauważył ją podczas wyprawy „Long Way Round”) i Anouk (ur. w 2011).
Jej największe filmy to: Królowa bandytów, Niewinni śpią, Porachunki i Gry weselne.